# Litton Cheney

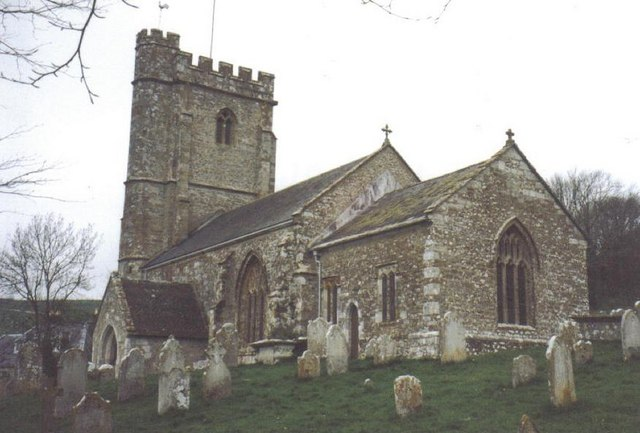
L'église paroissiale de Litton Cheney.

Litton Cheney est un village dans le sud-ouest du Dorset en Angleterre, à environ quinze kilomètres à l'ouest de Dorchester.